# آبگرم خورگو
آبگرم خورگو، روستایی از توابع بخش مرکزی شهرستان بندرعباس در استان هرمزگان ایران است.

## جمعیت
این روستا در دهستان خورگو قرار دارد و براساس سرشماری مرکز آمار ایران در سال ۱۳۸۵، جمعیت آن ۴۰۰۰ نفر (۱۵۰۰خانوار) بوده‌است.

## چشمه
چشمه آب‌گرم خورگو واقع در روستای خورگو بخش مرکزی شهرستان بندرعباس یکی از نقاط دیدنی استان هرمزگان در جنوب ایران است.
این آب‌گرم که شامل سه چشمه آب معدنی است از طریق جاده فرعی منشعب از جاده بندرعباس، سیرجان قابل دسترسی است. از دو راهی جاده بندر عباس سیرجان تا مظهر چشمه اول در حدود ۲۸ کیلومتر فاصله است.
آب چشمه اول از شکاف سنگ‌های آهکی مارنی خارج شده و وارد رودخانه خورگو می‌شود. آب این چشمه در ردیف آب‌های سولفات، کلسیم همراه با منیزیم و کلرو و سدیم و لرم است.
چشمه دوم خورگو در یک کیلومتری شرق چشمه اول از شکاف سنگ‌های آهکی مارین به صورت جوشان از زمین می‌جوشد. در نزدیکی مظهر چشمه حوضچه ای به شکل دایره و به قطر ۳ متر بنا شده‌است. از آب این چشمه برای استحمام می‌شود و در ردیف آب‌های گوگردی با کاتیون‌ها و آنیون‌های مختلف گرم است.
دسترسی به چشمه سوم نیز از طریق جاده فرعی منشعب از جاده بندرعباس، سیرجان امکان‌پذیر است. از بندرعباس تا دوراهی خورگو ۳۰ کیلومتر است، و از دوراهی تا مظهر چشمه در حدود ۲۰ کیلومتر فاصله‌است، در کنار مظهر چشمه حوضچه‌ای جهت استحمام وجود دارد.